# 坂野徹
坂野 徹（さかの とおる、1961年-）は、日本の科学史家、日本大学教授。

## 人物
東京都生まれ。1986年九州大学理学部生物学科卒、1994年東京大学大学院理学系研究科科学史・科学基礎論専攻博士課程単位取得退学、2005年「日本人類学の軌跡 1884-1952年」で学術博士。日本大学経済学部教授。金沢美術工芸大学にいる同名の美術史家とは別人。

## 著書
- 『帝国日本と人類学者 1884-1952年』勁草書房 2005
- 『フィールドワークの戦後史 宮本常一と九学会連合』吉川弘文館 2012
- 『島の科学者 パラオ熱帯生物研究所と帝国日本の南洋研究』勁草書房, 2019

### 共編著
- 『帝国の視角/死角 〈昭和期〉日本の知とメディア』愼蒼健共編著. 青弓社 2010
- 『人種神話を解体する 2　科学と社会の知 Knowledge』竹沢泰子共編 東京大学出版会 2016
- 『帝国を調べる 植民地フィールドワークの科学史』編著. 勁草書房, 2016
- 『帝国日本の科学思想史』塚原東吾共編著. 勁草書房, 2018
- 『東洋/西洋を越境する 金森修科学論翻訳集』小松美彦,隠岐さや香共編 読書人, 2019

## 論文
- <坂野徹